# CourseLab
CourseLab és una eina d'autor per a crear contingut d'aprenentatge virtual interactiu. És un producte de Websoft, una empresa de software especialitzada en la creació d'eines d'aprenentatge virtual amb seu a Moscou, fundada l'any 1999.

## Descripció
CourseLab és una eina que s'utilitza per a crear recursos d'aprenentatge. Permet crear unitats d'aprenentatge en format SCORM 1.2 o SCORM 2004, que facilita que els materials puguin utilitzar-se en plataformes educatives que incorporin el format estàrdard SCORM o LMS, com per exemple, Moodle.
CourseLab organitza el curs en mòduls d'aprenentatge, que estan composts per un conjunt de diapositives; aquestes diapositives estan formades per un conjunt d'elements estàtics que s'articulen i generen moviment. L'aplicació admet objectes Javascript, Flash, àudios, finestres emergents, enllaços a pàgines web externes, etc. A més, hi ha un element conegut com a “agent”, que es tracta d'un avatar que realitza les accions que es configuren, amb l'objectiu de millorar l'aparença i el grau d'interactivitat amb l'estudiant. Tota aquesta combinació d'elements fan que l'eina tingui un caràcter participatiu i dinàmic.

## Manuals d'ús

### Principals característiques
- Un ambient WYSIWYG (What-You-See-Is-What-You-Get) per a crear i manipular contingut interactiu d'alta qualitat.
- No es necessiten coneixements HTML o altres habilitats de programació.
- Permet la construcció de contingut e-learning de qualsevol complexitat.
- La interfície permet ampliar i millorar fàcilment les biblioteques existents d'objectes i plantilles, incluides les creades per l'usuari.
- Dispositius integrats per a l'animació d'objectes.
- Introducció de continguts de rich-media com Macromedia Flash, Shockwave, Java i vídeo en diferents formats.
- Fàcil inserció i sincronització d'arxius de so.
- Importació de presentacions de PowerPoint en el material d'estudi.
- El mecanisme de captura de pantalla permet imitar la funcionalitat dels diferents programes informàtics.
- Llenguatge senzill i intuïtiu de descripció de l'acció.
- L'accés a funcions addicionals del reproductor de curs per als usuaris avançats a través de JavaScript.

### Requisits del sistema
Requisits mínims del sistema per treballar amb CourseLab:
- Microsoft Windows 2000/XP/2003/Vista/7/2008/8;
- Internet Explorer 6.0 i superior;
- 80 MB d'espai en disc dur;
- 1 port USB lliure (si la clau de maquinari és utilitzada)

### Requeriments mínims del sistema per visualitzar els mòduls d'aprenentatge
- Sistema operatiu:
  - Microsoft Windows 98, Me, NT 4.0, 2000, XP, 2003, Vista, 7, 2008, 8;
  - MacOS X;
  - iOS;
  - Linux;
- Navegador:
  - Internet Explorer 6.0 i superior;
  - Mozilla FireFox 3.0 i superior;
  - Google Chrome 1.0 i superior;
  - Apple Safari 4.0 i superior;
  - Opera 11.0 i superior;
- Tenir Javascript activat;
- La comptabilitat amb XML activat;

### Compliment de les normes
Els cursos d'aprenentatge electrònic creats per CourseLab admet els següents estàndards d'e-learning:
- AICC
- SCORM 1.2
- SCORM 1.3 (SCORM 2004)

## Aplicacions didàctiques
L'organització de CourseLab queda estructurada en diferents mòduls d'aprenentatge. Aquest programari compta amb multitud de possibilitats d'aplicació i interacció, ja que disposa d'avatars que permeten una major interacció amb l'alumnat a què es dirigeix la presentació, així com diverses possibilitats per projectar accions amb caràcter interactiu.
A l'àmbit de l'educació, CourseLab, promou pràctiques educatives obertes, en un entorn virtual d'aprenentatge desenvolupant una de les principals possibilitats d'aplicacions didàctiques que ofereix aquest programari, com són les Unitats Didàctiques Digitals.
El desenvolupament dels continguts curriculars a través de les Unitats Didàctiques Digitals es caracteritzen per oferir serveis que beneficien a l'usuari i permetent que es pugui treballar qualsevol tipus de contingut:
- Guia: disposa d'un menú que permet visualitzar tots els dispositius i navegar per ells.
- Seguiment: permet comprovar en quin punt es troba cada usuari.
- Suport: l'alumne té la possibilitat de rebre més informació.
- Interacció: l'ús de comentaris permet l'intercanvi d'informació entre docent i alumne.
- Autoavaluació: l'usuari pot comprovar en el punt en què es troba en tot moment.
- Avaluació automatitzada: CourseLab permet la inserció de preguntes tipus test que es resolen de forma automàtica un cop es finalitzin.

## Avantatges i inconvenients
CourseLab presenta tant avantatges com inconvenients per al seu funcionament.
Avantatges:
- és una eina gratuïta
- no requereix coneixements de programació
- ofereix diverses opcions d'edició
- interfície similar a altres eines de Microsoft (power point)
- possibilitat d'exportar l'objecte d'aprenentatge desenvolupat a formats HTML

Inconvenients:
- només es pot usar el software per crear un objecte d'aprenentatge amb Windows
- el disseny de la interfície està antiquat
- limitacions de compatibilitat amb altres programes i/o dispositius (ADOBE, navegadors, altres SCORM etc.)
- el tipus de preguntes és limitat:
  - selecció simple
  - selecció múltiple
  - ordenar ítems
  - completar espais
  - relacionar conceptes